# Heinrich IV. von der Neersen
Heinrich IV. von der Neersen (* vor 1355; † um 1414) war ein niederrheinischer Ritter, ab 1370 Erbvogt von Neersen, Anrath und Uerdingen. In Abgrenzung zu seinem Sohn wird er auch Heinrich der alte genannt.

## Leben
Er war der Sohn von Heinrich III., Erbvogt von der Neersen, Anrath und Uerdingen.
1367 schloss er mit seinem Vater sowie seinem jüngeren Bruder Friedrich einen Teilungsvertrag über seine Erbansprüche.
Nach dem Tod seines Vaters 1370 erbte er dessen Vogteien, sowie die Burg Neersen. 1371 wurde er offiziell vom Kölner Erzbischof Friedrich III. von Saarwerden entsprechend belehnt. Die Urkunden dieser Belehnung sind die älteste erhaltene ausdrückliche Erwähnung der Burg Neersen.
Er heiratete in erster Ehe um 1372 Aleidis (auch Adelheid) von Holzbüttgen, der Tochter des Johann von Holzbüttgen, kurkölnischer Amtmann von Oedt und Kempen. Aus ihrem Recht erbte er spätestens 1379 das Haus Holzbüttgen, eine kurkölnische Burg.
1395 kaufte er die Güter Busch, Benden und Holz in der Ziesdonk. Um 1403 war er auch geldrischer Amtmann von Krickenbeck.
Nachdem seine erste Gattin Aleidis gestorben war, heiratete er in zweiter Ehe 1397 Agnes von Hoemen († vor 1417). Aus erster Ehe mit Aleidis hatte er einen Sohn:
- Heinrich V.

Aus zweiter Ehe mit Agnes hatte er zwei Töchter:
- Kunigunde ⚭ Johann von Baerle
- Aleidis (* 1403) ⚭ Friedrich von der Leiten

Ab 1402 überließ er Haus Holzbüttgen nebst den dazugehörigen Ländereien seinem Sohn Heinrich V. Dieser verzichtete zugunsten seiner Stiefmutter und deren eventueller Söhne auf seine Erbansprüche auf Neersen, Anrath und Uerdingen. Da Agnes aber nur Töchter hinterließ, fiel der väterliche Nachlass schließlich doch Heinrich V. zu.